# Bolidens distrikt
Bolidens distrikt är ett distrikt i Skellefteå kommun och Västerbottens län. Distriktet ligger omkring Boliden i norra Västerbotten.

## Tidigare administrativ tillhörighet
Distriktet inrättades 2016 och utgörs av en del av området som Skellefteå stad omfattade till 1971, en del som före 1967 utjorde en del av Skellefteå socken.
Området motsvarar den omfattning Bolidens församling hade 1999/2000 och fick 1962 efter utbrytning ur Skellefteå landsförsamling.

## Tätorter och småorter
I Bolidens distrikt finns en tätort och en småort.

### Tätorter
- Boliden

### Småorter
- Strömfors